# Sasmuan
Sasmuan là một đô thị ở tỉnh Pampanga, Philippines. Theo điều tra dân số năm 2000, đô thị này có dân số 23.359 người trong 4.343 hộ.

## Barangay
Sasmuan được chia thành 12 barangay.
- Batang 1
- Batang 2
- Mabuanbuan
- Malusac
- Santa Lucia (Pob.)
- San Antonio
- San Nicolas 1
- San Nicolas 2 và Sitio Remedios
- San Pedro
- Santa Monica và Sitio San Francisco
- Santo Tomas và Sitio Sta Cruz
- Sebitanan